# Garant studijního programu
Garant studijního programu je akademický pracovník příslušné vysoké školy (Fragment #f5872954 nařízení vlády č. 274/2016 Sb. o standardech pro akreditace ve vysokém školství - znění od 01.09.2016). Jeho úlohou je reprezentace oboru navenek a taktéž zajišťování kvality studijních programů na vysokých školách. Člověk, který se stane garantem, proto musí být expertem v daném oboru.  

## Funkce a odpovědnosti garanta
Garant studijního programu je převážně odpovědný za kvalitu studijního programu, koordinaci výuky a navrhování plánu rozvoje, a to vše ve spolupráci s vedoucími a dalšími pracovníky daného ústavu/dané katedry. Mezi jeho další odpovědnosti patří průběžné, a hlavně pravidelné hodnocení studijního programu, na základě, které předkládá podklady ke změnám a zlepšování daného programu. Je rovněž osobou, na kterou se mohou obracet studenti s dotazy k programu samotnému.  
Aby mohl docílit co nejoptimálnějších změn, má garant studijního programu možnost navrhnout děkanovi na jmenování členy tzv. „Programové rady,“ (taktéž Rady programu). Ta má garantovi pomoci při úpravách studijního programu. Mezi další garantovy kompetence patří i povinnost svolat zasedání programové rady (musí splnit minimálně jednou ročně) a následně zodpovídá za uložení kompletní dokumentace hodnocení studijního programu.  

## Požadavky na garanta
Garantem studijního programu se může stát pouze člověk, jež splňuje náležitosti pro tuto pozici, a to:
- garantem studijního programu se může stát pouze akademický pracovník dané vysoké školy,
- musí mít dostatečnou kvalifikaci v daném studijním programu nebo ve studijním, programu blízkého nebo příbuzného obsahového zaměření,
- pro bakalářské programy musí mít dosažené doktorské vzdělání a vyšší,
- pro magisterské a doktorské programy musí být jmenován docentem či profesorem,
- musí se podílet na výuce předmětů daného studijního programu.

(Nařízení vlády č. 274/2016 Sb. Nařízení vlády o standardech pro akreditace ve vysokém školství. (2016)) 

## Právní rámec
V české republice je funkce garanta stanovena legislativně v rámci zákona č. 111/1998 Sb., o vysokých školách  a nařízení vlády č. 274/2016 Sb. Nařízení vlády o standardech pro akreditace ve vysokém školství , která stanovuje požadavky na personální zajištění akreditovaných studijních programů.